# Treneta
Treneta o Rincón Treneta es una localidad y comisión de comento del departamento Nueve de Julio, en la provincia de Río Negro, Argentina.
Se encuentra al pie de la meseta de Somuncurá.

## Toponimia
Su nombre viene del günün a yajüch (idioma del Pueblo Günün a küna o tehuelches) de trünü "silla de montar" y ta "donde hay"; el todo dice trünüta "donde hay una silla de montar" refiriéndose a la forma del cerro en dicha localidad.

## Población
Contó con 27 habitantes (Indec, 2010), lo que representó un marcado descenso del 74% frente a los 104 habitantes (Indec, 2001) del censo anterior.

El censo 2022 arrojó 78 viviendas con una población estable de 91 habitantes en la comisión de fomento.
| Gráfica de evolución demográfica de Treneta entre 2001 y 2022 |
|                                                               |
| Fuente: Censos nacionales del INDEC                           |